# Tribuzy
Tribuzy és una banda brasilera de heavy metal i power metal liderada per Renato Tribuzy i formada el 2005. Van fer una gira amb el líder d'Iron Maiden Bruce Dickinson i el guitarrista i productor Roy Z. Altres músics com Roland Grapow, Kiko Loureiro, Michael Kiske i Ralf Scheepers també han col·laborat en enregistraments i presentacions en viu de la banda. L'estil de la banda ha estat definit com una barreja de grups com Judas Priest, Iced Earth, Metallica i Helstar.

## Història
Tribuzy va néixer el 2005 com a reinvenció dels projectes musicals anteriors de Renato Tribuzy, qui havia iniciat la seva carrera musical en una banda de covers d'Iron Maiden quan tenia 12 anys i que posteriorment havia format les bandes Horizon als 16 anys i Thoten el 1997, grup amb el qual va publicar l'àlbum Beyond Tomorrow a nivell internacional i va fer gires per l'Amèrica del Sud i Europa. Renato Tribuzy va deixar enrere Thoten per publicar l'àlbum Execution, en el qual va reunir músics destacats del heavy metal que interpretaven nou temes escrits per Tribuzy i una versió de la banda alemanya Sinner.
Arran de l'experiència i lluny de considerar-ho com un projecte en solitari aïllat, el músic va decidir-se a continuar endavant amb un nou grup i aquest és el primer disc de la banda Tribuzy. El disc, que va distribuir-se internacionalment, va aconseguir prou èxit i van fer diversos concerts per tot el país amb tots els artistes convidats de l'àlbum; aquestes actuacions van servir per publicar posteriorment un DVD. El maig de 2007 van publicar un àlbum en directe anomenat Execution – Live Reunion.
En una entrevista de finals de 2007, Renato Tribuzy va anunciar que havia acabat de preparar un nou àlbum i que començaria a gravar-lo a l'abril de l'any següent i va parlar també de la previsió d'una gira per Europa. Més endavant va declarar que la sortida al mercat del disc seria el 2009.

## Membres
| Membres actuals - Renato Tribuzy – veu - Flavio Pascarillo – bateria - Ivan Guilhon – baix - Eduardo Fernandez – guitarra - Frank Schieber – guitarra Antics integrants - Gustavo Silveira – guitarra | Músics convidats - Bruce Dickinson – veu - Ralf Scheepers – veu - Michael Kiske – veu - Mat Sinner – veu - Roy Z – guitarra i producció - Roland Grapow – guitarra - Kiko Loureiro – guitarra - Chris Dale – baix - Sidney Sohn – teclats |

## Discografia
- 2005: Execution (àlbum d'estudi)
- 2007: Execution – Live Reunion (àlbum en viu)